# 루시타니아소나무밭쥐
루시타니아소나무밭쥐(Microtus lusitanicus)는 밭쥐속에 속하는 설치류의 일종이다. 프랑스와 포르투갈, 스페인에서 발견된다.